# طيران فلوريدا الرحلة 2198
طيران فلوريدا الرحلة 2198 طائرة ماكدونل دوغلاس دي سي-10-30CF كانت تحمل علي متنها 56 راكبا و15 من أفراد الطاقم في رحلة طيران من ميامي إلي فورت لاودردال في 22 سبتمبر 1981 وبعد الإقلاع إنفجر المحرك الأيمن الثالث مما أدي إلي فقدان النظامان الهيدروليكيان الأول والثالث وقد كافح الكابتن رايموند أولريش البالغ من العمر 31 عاما ذات خبرة طيران لمدة 8 سنوات والمساعد أول مايكل واردي البالغ من العمر 38 عاما ذات خبرة لمدة سنة واحدة ومهندس الرحلة ريتشارد ماكدونالد البالغ من العمر 32 عاما ذات خبرة لمدة 10 أشهر و5 أيام لمحاولة هبوط طائرتهم أضطراريا بمطار ميامي الدولي بمحركين يعملان بسرعتهم القصوي ونظامهم الهيدروليكي الوحيد وقد تكمنوا من الهبوط بالطائرة أضطراريا بمطار ميامي الدولي ونجا جميع الركاب والطاقم البالغ عددهم 71 شخصا بدون أذي.